# Єжора (герб)
Єжора (пол. Jeziora) – шляхетський герб Королівства Польського.

## Опис герба
У блакитному полі між двома золотими зірками перев'язаний тричі навхрест, лікторський пучок із сокирою у перев'яз вправо. Клейнод: три пера страуса. 

## Походження герба
Російський імператор  Микола I, як польський король, дав 1842 року на шляхетство Польського Королівства чиновнику варшавської скарбниці Янові Йозефові Мацею Єжоранському (1795-1846), сину Домініка і Урсули з Козловських. Надання шляхетства відбулося внаслідок отримання Ордену св. Станіслава ІІІ класу. Диплом шляхетства разом з гербом був виданий 1857 року вже його синам Янові Єжоранському і Карлові Єжораноському (1832-1904).

## Гербовий рід
- Ян Єжоранський, січневий повстанець
- Болеслав Єжоранський (1868-1920), художник-скульптор
- Ян Маріан Єжоранський (1865-1933), промисловець